# 日野資宣
日野 資宣（ひの すけのぶ）は、鎌倉時代中期の公卿。日野家16代当主。

## 略歴
元仁元年（1224年）、15代当主・日野家光の次男として誕生。
官位は正二位・権中納言・民部卿。寛元4年（1246年）から弘安2年（1279年）の間に日記『仁部記』を著した。
正応5年（1292年）、薨去。家督は子・俊光が継いだ。

## 系譜
- 父：日野家光（1199-1237）
- 母：藤原忠綱の娘
- 妻：賀茂能継の娘
  - 男子：日野俊光（1260-1326）
- 生母不明の子女
  - 男子：日野頼宣